# 2022년 동계 스페셜 올림픽
2022년 동계 스페셜 올림픽 세계 대회는 원래 러시아 카잔에서 열릴 예정이었던 제12회 동계 스페셜 올림픽이다. 원래 2022년 1월 22일부터 1월 28일까지 열릴 예정이었으나 코로나19 범유행의 여파로 인하여 2023년 1월 21일부터 1월 27일까지로 연기되었다. 그러나 2022년 러시아의 우크라이나 침공의 여파로 인하여 취소되었다.